# Bachia panoplia
Bachia panoplia (бахія Томаса) — вид ящірок родини гімнофтальмових (Gymnophthalmidae). Ендемік Бразилії.

## Поширення і екологія
Бахії Томаса мешкають в штатах Пара і Амазонас на північ від Амазонки. Вони живуть в тропічних лісах, ведуть риючий спосіб життя.